# Schönberg (adlig ätt)
Schönberg var en svensk adelsätt. 
Ätten stammade från prästen Boëthius Benedicti, som var kyrkoherde i ett pastorat bestående av socknarna Stenstorp, Brunnhem och (Södra) Kyrketorp, idag i Falköpings kommun. Hans söner Nils Erdtman (1639–1728) och Jonas Erdtman (1645–1695) adlades 1683 med namnet Schönberg och introducerades 1686 på Riddarhuset på nummer 1052.
Nils Schönberg var räntmästare och kommerseråd. Han hade en son och en sonson som båda blev militärer. Den sistnämnde dog 1796 utan manliga ättlingar och slöt därmed denna ättegren.
Brodern Jonas Schönberg blev jurist och slutade som vicepresident i Svea hovrätt. Han hade sonen Anders Schönberg den äldre (1689–1759), som blev hovjägmästare och representerade ätten i riksdagen. Dennes son, Anders Schönberg den yngre (1747–1811), blev historiker och hade bland annat tjänst som rikshistoriograf och riksheraldiker. Han hade inga manliga ättlingar och vid hans död 1811 utslocknade därför ätten på svärdssidan.